# Philippinische Eishockeynationalmannschaft
Die philippinische Eishockeynationalmannschaft vertritt die Philippinen im Eishockey bei internationalen Wettbewerben.

## Geschichte
Die ersten offiziellen Spiele der philippinischen Nationalmannschaft fanden 2014 statt. Im Februar 2015 wurde die Federation of Ice Hockey League (FIHL) gegründet, die seitdem die Mannschaft organisiert. Die FIHL ist seit Mai 2016 assoziiertes Mitglied der Internationalen Eishockey-Föderation.
Im Februar 2017 nahmen die Philippinen erstmals an einem internationalen Wettbewerb teil: Bei der Winter-Asienspielen belegte die Mannschaft den 3. Platz der Division II und wurde damit 13. von 18 teilnehmenden Mannschaften. Im August 2017 nahm die Mannschaft an den erstmals ausgetragenen Eishockeyturnier bei den Südostasienspielen teil und konnte den Wettbewerb gewinnen. 2018 nahmen die Philippinen erstmals am IIHF Challenge Cup of Asia teil und wurden Dritter.
2020 meldeten die Philippinen erstmals für die Eishockey-Weltmeisterschaft und sollten in der neu geschaffenen Division IV antreten. Das Turnier wurde ebenso wie das Turnier 2021 aufgrund der COVID-19-Pandemie abgesagt. Die Teilnahme 2022 sagte der Verband ab, da die Spieler angesichts der Pandemie und der daraus resultierenden Schließung sämtlicher Eissporthallen im Land kaum Trainingsmöglichkeiten hatten. So kam es erst 2023 zur ersten WM-Teilnahme, als beim Turnier der Division UV im mongolischen Ulaanbaatar durch einen 7:6-Erfolg nach Verlängerung gegen die Gastgeber der Aufstieg in die Division III erreicht wurde.

## Platzierungen

### Weltmeisterschaften
- 2023: 1. Platz Division IV (Aufstieg in die Division IIIB)
- 2024: 4. Platz Division IIIB
- 2025: 5. Platz Division IIIB

### Winter-Asienspiele
- 2017: 13. Platz (3. Platz Division II)

### IIHF Challenge Cup of Asia
- 2018: 3. Platz
- 2019: 2. Platz

### Südostasienspiele
- 2017: 1. Platz
- 2019: 3. Platz